# Ioan Aramă
Ioan Gh. Aramă (n. 1890) a fost un magistrat militar român, care a condus Direcția Justiției Militare din Ministerul de Război în timpul celui de-al Doilea Război Mondial.

## Cariera militară
S-a născut în anul 1890. A absolvit Școala de Ofițeri, fiind avansat la gradul de sublocotenent (1913). A participat la Primul Război Mondial.
A îndeplinit funcția de șef al Direcției Justiției Militare din Ministerul de Război (20 mai 1937 - 10 decembrie 1941). În urma reorganizării Inspectoratului General al Justiției Militare, prin Decizia Ministerială Nr. 3000 din 20 decembrie 1941, generalul Aramă a deținut funcțiile de director al Secției Justiției din cadrul Direcției Justiției Militare (20 decembrie 1941 - 28 august 1943) și director al Direcției Justiției Militare (28 august 1943 - 20 martie 1945), fiind trecut la dispoziția Ministerului de Război în 20 martie 1945.
După instalarea guvernului Petru Groza generalul de brigadă magistrat Ioan Gh. Aramă a fost trecut din oficiu în poziția de rezervă, alături de alți generali, prin decretul nr. 860 din 24 martie 1945, invocându-se legea nr. 166, adoptată prin decretul nr. 768 din 19 martie 1945, pentru „trecerea din oficiu în rezervă a personalului activ al armatei care prisosește peste nevoile de încadrare”.
Ulterior, a fost acuzat de autoritățile comuniste că s-a dovedit prin activitatea sa unul din „principalele instrumente ale teroarei exercitate de generalul Antonescu”. Ioan Aramă a fost condamnat la 7 ani de închisoare în 1951 dar a fost eliberat în 1955.